# Meligramma triangulifera
Meligramma triangulifera là một loài ruồi trong họ Ruồi giả ong (Syrphidae). Loài này được Zetterstedt mô tả khoa học đầu tiên năm 1843. Meligramma triangulifera phân bố ở vùng Cổ Bắc giới (Đan Mạch)